# Lluís Pagès Marigot
Lluís Pagès Marigot   (Gironella, 13 de novembre de 1942) és un editor català vinculat a Lleida.

## Biografia
Nascut a Gironella el 1942, l'any següent, la seva família es trasllada a Cervera (Segarra); el 1949 s'instal·la als Arcs (Pla d'Urgell), i, finalment, el 1952, al Poal (Pla d'Urgell). Estudia al col·legi La Salle de Mollerussa (Pla d'Urgell), fins que ingressa a la Reial Escola d'Avicultura d'Arenys de Mar (Maresme). Fa el servei militar a l'Àfrica i, quan torna, s'incorpora a la granja propietat de la família i treballa de tècnic a la Cooperativa Agropecuària de Guissona. Paral·lelament, és un impulsor cultural de cinefòrum, conferències i cursos de català al Pla d'Urgell.
L'any 1970, quan ja viu a Lleida (el Segrià), inicia el seu treball com a linotipista i impressor a Virgili & Pagès. Posteriorment, crea l'empresa Arts Gràfiques Bobalà, dedicada a treballs d'impremta i la fabricació de segells de cautxú. Va fundar Pagès editors el 1990. El 1996 va fundar Milenio, per a llibres en castellà. Fins al 2013 va estar al capdavant del segell lleidatà, i aleshores fou substituït per la seva filla Eulàlia.

## Sector editorial

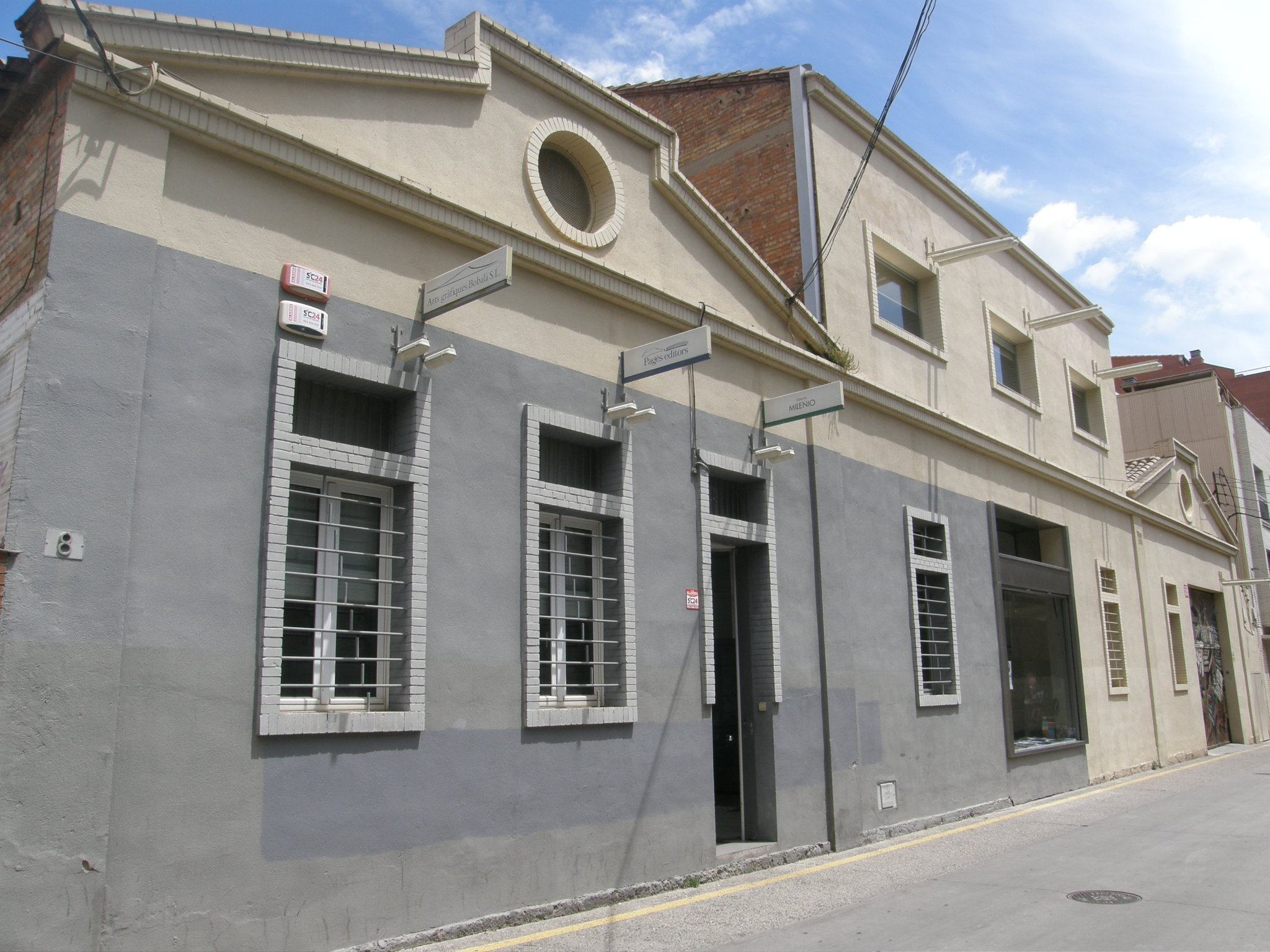
Façana de les oficines de Pagès Editors, Editorial Milenio, Arts gràfiques Bobalà i Nus de Llibres.

Lluís Pagès és també el fundador de la distribuïdora Nus de Llibres i, a més, va presidir a partir del desembre de 2005 fins al 2009 l'Associació d'Editors en Llengua Catalana, de la qual va ser membre de la junta directiva des de 1995. En la seva presa de possessió, es marcà com a objectius la Fira del Llibre de Frankfurt i la consolidació de la Setmana del Llibre en Català.
Ha participat en diversos congressos i trobades professionals, com el Congrés Mundial d'Editors celebrat a Barcelona l'any 1996 i els congressos de la Unió Mundial d'Editors a Buenos Aires i a Berlín. Ha visitat les Fires del Llibre de Bolonya (Itàlia), Londres (Gran Bretanya), Casablanca (Marroc) i Tessalònica (Grècia), a més d'altres missions editorials a Nova York (Estats Units) i Montréal (Quebec, Canadà), on va impulsar iniciatives d'intercanvi i de representació editorial entre el llibre en català i els d'editors d'altres països. També va intervenir en una ponència, al Congrés dels Diputats, a Madrid, en defensa de la llengua catalana i de l'edició en aquesta llengua. És l'editor del llibre —en català, castellà i anglès— impulsat per la Comissió en Defensa i Retorn dels Papers de Salamanca.

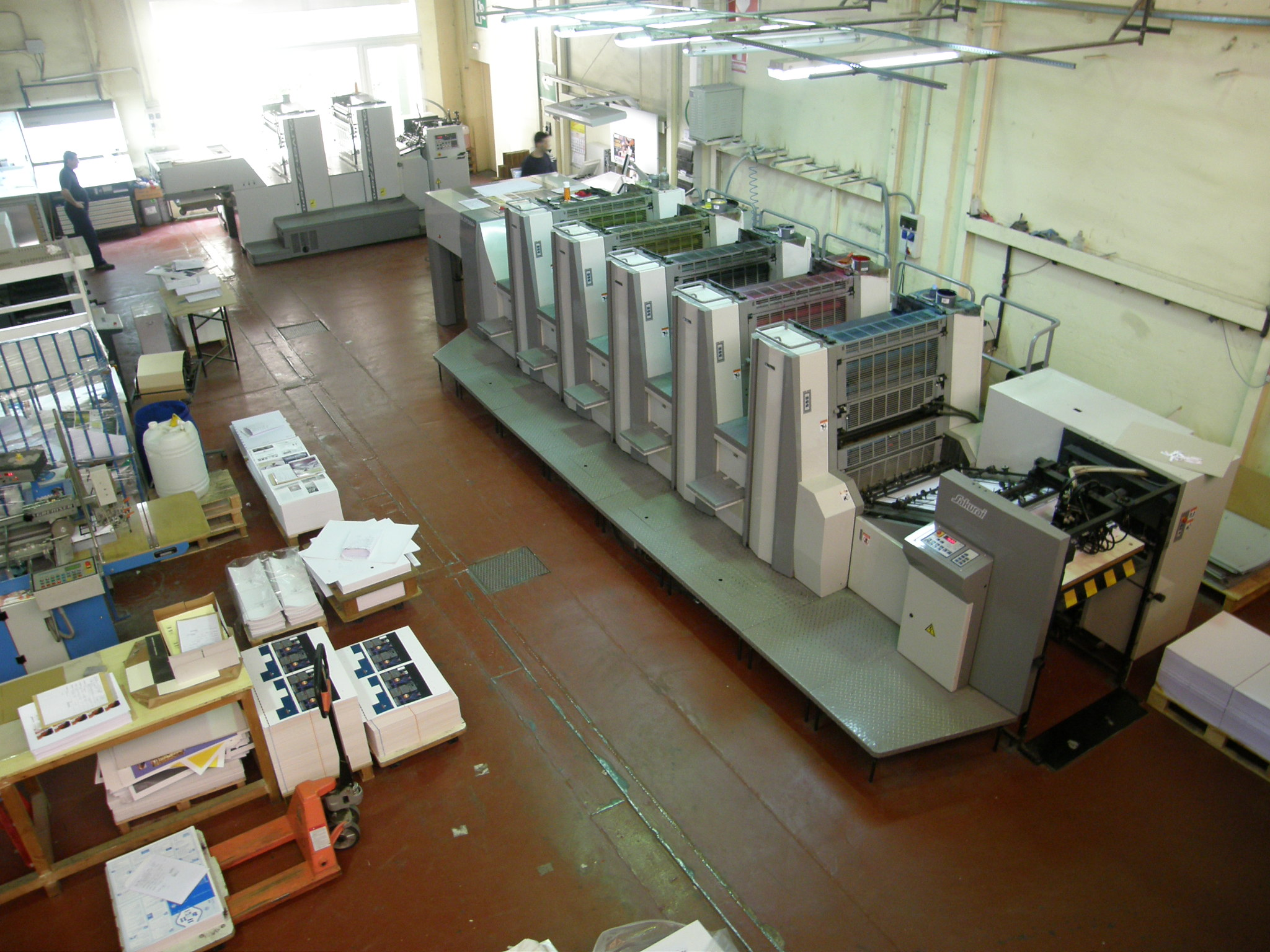
Impremta de Pagès Editors, Editorial Milenio, Arts Gràfiques Bobalà i Nus de Llibres a Lleida.

A més a més, ha estat un dels fundadors del projecte Ramsès 2 que agrupa editors europeus, africans i asiàtics dels països de la Mediterrània amb l'objectiu de publicar obres de ciències socials i humanes sobre la realitat a les ribes d'aquest mar. En diverses reunions a Tessalònica (Grècia) i a Casablanca (Marroc), va impulsar, juntament amb editors de Turquia, Grècia, Itàlia, França, Alemanya, Gran Bretanya, Espanya, Portugal, Marroc, Algèria, Tunísia i Egipte, entre d'altres, l'edició d'una col·lecció de volums fruit dels treballs d'investigació d'una trentena d'universitats, finançats per la Unió Europea.
Per altra banda, Pagès ha establert convenis i acords de publicacions amb fundacions, grups d'estudis, empreses, ajuntaments, consells comarcals i diputacions així com amb la Generalitat de Catalunya i el Ministeri de Cultura d'Espanya. Com a editor, una dotzena d'obres del seu catàleg han estat traduïdes al castellà, al francès, a l'italià, al portuguès, a l'alemany, al japonès o al rus.

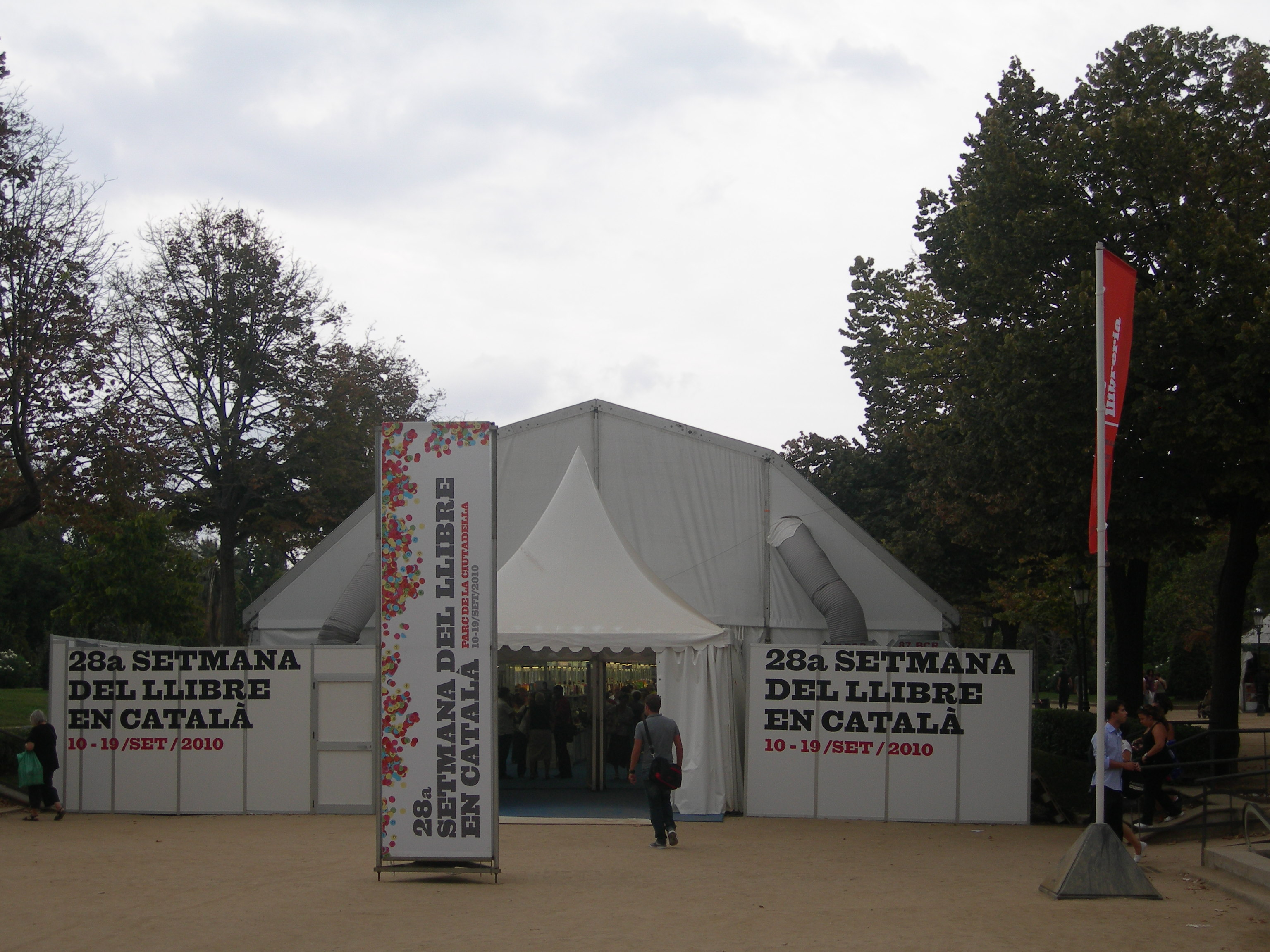
Fotografia de la Setmana del Llibre en Català.

Pagès és, també, visitant regular de la Fira del Llibre de Guadalajara i ha desenvolupat la implantació comercial del llibre als països d'Amèrica Llatina. Així mateix, la seva presència a Mèxic li ha obert la porta a la col·laboració amb els historiadors d'aquest país i a l'estudi de l'exili català. Per exemple, va ser convidat als actes que es van celebrar l'any 2004 a Guadalajara amb motiu de la presència de Catalunya. Una altra mostra d'aquest fet ha estat la donació de milers de llibres de Pagès editors i d'Editorial Milenio a la Biblioteca Pública Juan José Arreola de l'estat de Jalisco (Guadalajara), que conté un fons especial de volums publicats en llengua catalana.

## Premis i reconeixements
L'any 2008 va ser guardonat per l'Ajuntament de Lleida amb la Medalla de la Paeria al Mèrit Cultural. La tardor de 2011 va rebre el XXIX Premi d'Actuació Cívica de la Fundació Lluís Carulla (Barcelona), a més d'altres guardons i reconeixements. La Generalitat de Catalunya li atorgà la Creu de Sant Jordi el 2014.
L'any 2023 va rebre la medalla al treball President Macià 2022, atorgada pel Govern de la Generalitat a persones i entitats que s'hagin distingit, pel seu esforç i exemple, a consolidar l'activitat econòmica de Catalunya.